# Rhipidia (Rhipidia) banosensis
Rhipidia (Rhipidia) banosensis is een tweevleugelige uit de familie steltmuggen (Limoniidae). De soort komt voor in het Neotropisch gebied.